# Странный человек (фильм)
«Странный человек» (англ. The Weird Man, кит. трад. 神通術與小霸王, упр. 神通术与小霸王, палл. Шэнь тун шу юй сяо ба ван) — гонконгский фэнтезийный боевик 1983 года, снятый режиссёром Чжан Чэ по собственному сценарию на студии братьев Шао.

## Сюжет
Во время визита ко двору главного министра Цао Цао даосский волшебник Цзо Цы раскрывает заговор против своего хозяина, генерала Сунь Цэ. Многочисленные победы на поле боя принесли генералу прозвище Маленький Завоеватель, а также породили неприязнь жаждущего власти главного министра. Попав в лесную засаду, генерал Сунь получает дюжину стрел в грудь, но ему удаётся убить всех нападавших и выжить. Чтобы помочь находящемуся в опасности царству, Цзо Цы вызывает мистического мастера боевых искусств Юй Цзи из самоизоляции. Мастер Юй путешествует по стране, совершая добрые дела, но когда крестьяне провозглашают его богом, разъярённый генерал Сунь приказывает обезглавить его. Теперь дух Юй Цзи преследует своего палача.

## В ролях
| Актёр       | Персонаж                    |
| ----------- | --------------------------- |
| Рики Чэн    | даос Юй Цзи                 |
| Чжао Го     | генерал Сунь Цэ             |
| Лау Юкпхок  | Дацяо                       |
| Вон Маньи   | Сяоцяо                      |
| Ван Ли      | судья Сюй Гун               |
| Чжу Кэ      | Го Жан, ученик даоса Юй Цзи |
| Джейсон Бай | главный министр Цао Цао     |
| Нгай Фэй    | губернатор Чжоу Юй          |
| Ку Куньчун  | советник Го Цзя             |
| Гуань Фэн   | даос Цзо Цы                 |

## Отзывы
Кинокритик Борис Хохлов негативно воспринял фильм, оценив его в две звезды из максимальных пяти и посчитав картину одним из самых странных фильмов в карьере режиссёра. Эндрю Прагасам был более позитивен, заявив, что лента получилась «необычно привлекательной» несмотря на то, что, с его точки зрения, в ней мало что имеет смысл.